# 词梯
词梯（英語：Word ladder）是刘易斯·卡罗尔发明的一种单词游戏。该游戏有一个起始词和一个终止词，游戏者需要发现一条连接两个词的词汇链，词汇链上的两个相邻词只差一个字母。游戏者一般是更改起始词中的一个字母，获得一个新词，然后继续更改所得的新词中的某个字母，再获得一个新词，最终获得终止词。

## 发明
刘易斯·卡罗尔说他是在1877年的圣诞节发明这一游戏的。1878年的3月12日，卡罗尔的日记中首次提到了它，将其描述为一种两人参与的游戏，称其作“词链”（Word-links）。从1879年3月29日在英国杂志《名利场》开始，卡罗尔在杂志上发表了一系列的词梯题目和答案，在其中他称其为“Doublets”（意为成对的东西）。同年晚些时候，这些题目被集合成书，由麦克米兰公司出版。

## 规则
游戏会给出一个起始词与终止词。玩家需要更改起始词中的一个字母，获得一个新词，计作一步。然后玩家需要更改所得的新词中的某个字母，再获得一个新词，最终获得终止词。以下是从cold（冷）到warm（温暖）的例子
COLD → CORD → CARD → WARD → WARM
COLD → CORD → CORM → WORM → WARM
COLD → WOLD → WORD → WARD → WARM
一般来说，终止词会选择和初始词有一定联系的词。卡罗尔首次在名利场上发表的词梯就是这种形式的。词梯游戏的某些变种允许游戏者增加或删去字母或者重排字母的顺序。

## 发展与研究
弗拉基米尔·纳博科夫在他的小说《微暗的火》里面用“单词高尔夫”来暗指这一游戏，小说中的叙述者记述到“我的某些纪录是‘hate到love经过三个词，lass到male经过四个词，而live到dead需要五个词（中间经过lend）”
高德纳曾经使用计算机研究五字母词梯，因为他认为三字母词梯过于简单（虽然刘易斯·卡罗尔用了六步才将APE转化成MAN）而六字母词梯又相对无趣，因为只差一个字母的六字母词对很少。高德纳选择了5,757个英语常用词，排除了专有名词。他借助计算机发现了大多数词都可以形成词梯，有671个词不能和这些词中的任何词形成词梯，他称这类词为“aloof”（疏远），因为aloof这个词本身就是这样。